# Мессапи

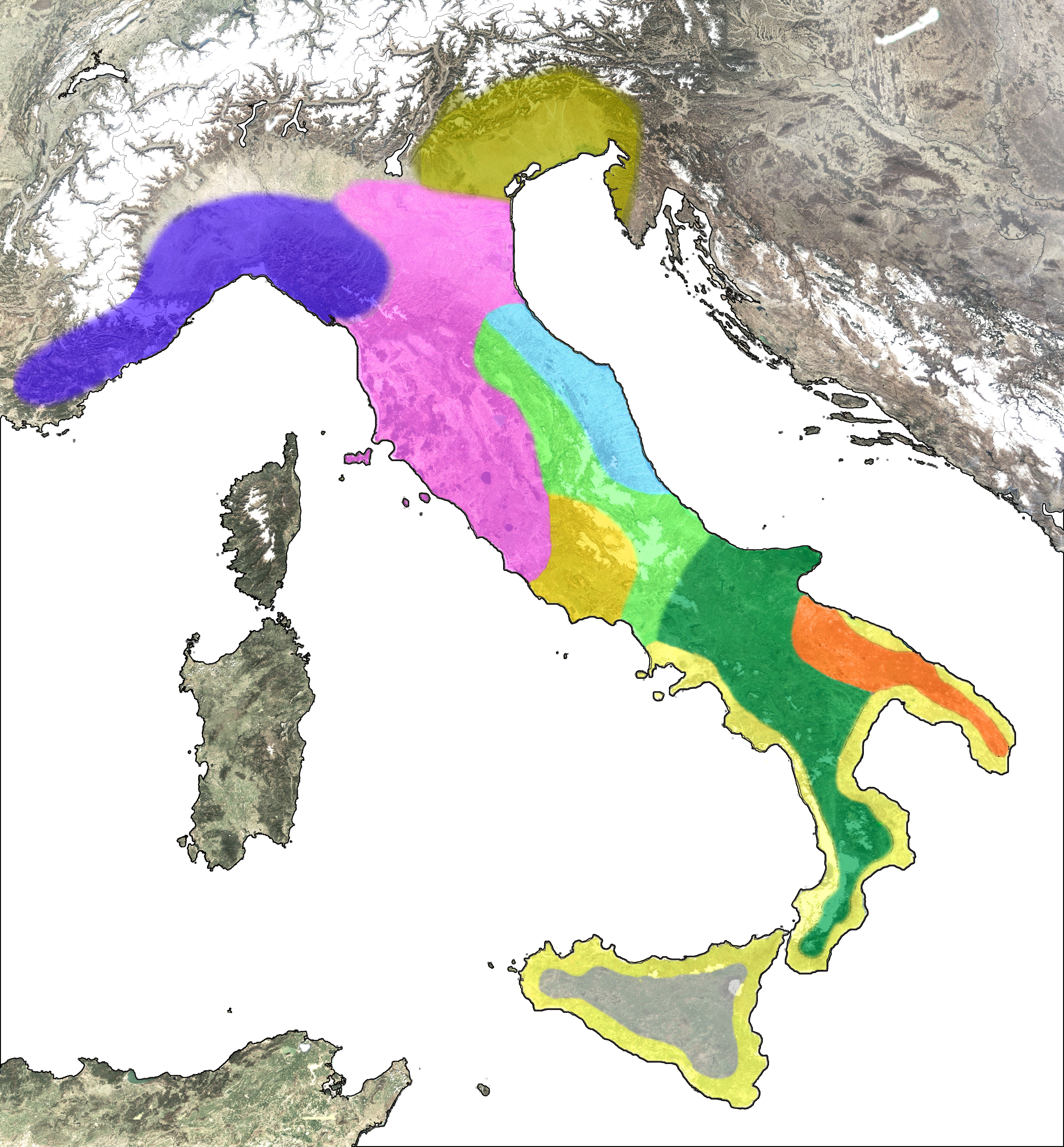
Етнічні групи народів на італійському півострові на початку залізної доби.
Лігури
Венеди
Етруски
Піцени
Умбри
Латини
Самніти
Мессапи
Греки

Меса́пи, меса́пії (лат. Messapii) — народ, що населяв на початку І тисячоліття до н. е південно-західну частину Італії із центрами у Бриндізі та Орія. За Геродотом, їх прийнято вважати нащадками народу з острова Крит. Під час Піррової війни воювали на стороні греків.
Сьогодні панує думка, що месапи переселились з Іллірії у Отранто на початку 1 тис. до н. е. На початку нашої ери завойовані римлянами і романізовані.